# 庚姓
庚姓是一個少見的華人的姓氏。

## 起源
- 商朝武庚的後裔。
- 魯國有「庚宗」，或以「庚地」為氏。唐代有太常博士庚季良。
- 少數民族姓氏，後多漢化，改姓「康」或「庾」。

## 延伸阅读
[在维基数据编辑]
 《欽定古今圖書集成·明倫彙編·氏族典·庚姓部》，出自陈梦雷《古今圖書集成》